# STAR BOX (TM NETWORKのアルバム)
『STAR BOX』（スターボックス）は1999年1月30日にリリースされたTM NETWORKのベスト・アルバム。ソニー・ミュージックエンタテインメントが企画した「STAR BOX」シリーズの一つで、完全限定生産盤としてリリースされた。

## 解説
TM NETWORK以外にも、レベッカやXなどのアーティストも、同タイトルのベストアルバムがリリースされている。
同時発売の『STAR BOX（TMN盤）』と区別する形で収録されており、収録曲は1985年から1989年までに発表された楽曲に固定されており、曲順はラストの「ELECTRIC PROPHET (電気じかけの預言者)」を除き発表順となっている。

## 収録曲
| 全編曲: 小室哲哉（#12、編曲：PETE HAMMOND）。 |                                                 |            |                    |       |
| #                                             | タイトル                                        | 作詞       | 作曲               | 時間  |
| 1.                                            | 「Come on Let's Dance」                         | 神沢礼江   | 小室哲哉           | 3:53  |
| 2.                                            | 「NERVOUS」                                     | 川村真澄   | 小室哲哉           | 4:45  |
| 3.                                            | 「Self Control (方舟に曳かれて)」               | 小室みつ子 | 小室哲哉           | 4:38  |
| 4.                                            | 「Don't Let Me Cry (一千一秒物語)」             | 神沢礼江   | 小室哲哉           | 5:43  |
| 5.                                            | 「Spanish Blue (遙か君を離れて)」               | 小室哲哉   | 小室哲哉、木根尚登 | 4:03  |
| 6.                                            | 「Fool On The Planet (青く揺れる惑星に立って)」 | 小室みつ子 | 木根尚登           | 5:42  |
| 7.                                            | 「Kiss You (More Rock)」                        | 小室みつ子 | 木根尚登           | 5:07  |
| 8.                                            | 「Human System」                                | 小室みつ子 | 小室哲哉           | 5:01  |
| 9.                                            | 「Fallin' Angel」                               | 小室みつ子 | 木根尚登           | 4:33  |
| 10.                                           | 「Be Together」                                 | 小室みつ子 | 木根尚登           | 4:12  |
| 11.                                           | 「GIRLFRIEND」                                  | 小室みつ子 | 木根尚登           | 4:53  |
| 12.                                           | 「GET WILD '89」                                | 小室みつ子 | 小室哲哉           | 6:42  |
| 13.                                           | 「DIVE INTO YOUR BODY」                         | 小室みつ子 | 小室哲哉           | 5:03  |
| 14.                                           | 「ELECTRIC PROPHET (電気じかけの予言者)」       | 小室哲哉   | 小室哲哉、木根尚登 | 8:47  |
| 合計時間:                                     | 合計時間:                                       | 合計時間:  | 合計時間:          | 73:09 |

## 曲解説
1. Come on Let's Dance
6thシングル。3rdアルバム『GORILLA』収録バージョン。
アルバム『GORILLA』ではCD頭出しの際、前曲「I WANT TV」ラストが聞こえるが、本作ではこの部分は入っていない。
2. NERVOUS
3rdアルバム『GORILLA』収録曲。
3. Self Control (方舟に曳かれて)
9thシングル。シングルバージョンで収録。
4. Don't Let Me Cry (一千一秒物語)
4thアルバム『Self Control』収録曲。
5. Spanish Blue (遙か君を離れて)
4thアルバム『Self Control』収録曲。
6. Fool On The Planet (青く揺れる惑星に立って)
4thアルバム『Self Control』収録曲。
7. Kiss You (More Rock)
11thシングル。本作に収録されているのは、5thアルバム『humansystem』収録バージョン。
8. Human System
5thアルバム『humansystem』収録曲。
9. Fallin' Angel
5thアルバム『humansystem』収録曲。
10. Be Together
5thアルバム『humansystem』収録曲、及びシングル「Get Wild （再発盤）」カップリング曲。
11. GIRLFRIEND
14thシングル「SEVEN DAYS WAR」のカップリング曲。
12. GET WILD '89
19thシングル。
13. DIVE INTO YOUR BODY
20thシングル。
14. ELECTRIC PROPHET (電気じかけの予言者)
ミニ・アルバム『TWINKLE NIGHT』収録曲。